# Delfinek długoszczęki
Delfinek długoszczęki, delfin długoszczęki, delfin długodzioby (Stenella longirostris) – gatunek ssaka z rodziny delfinowatych (Delphinidae), przemierzający pelagiczne wody subtropikalne i tropikalne na całym świecie w ogromnych stadach liczących setki osobników, jest jednym z najlepszych akrobatów wśród waleni. Podczas skoku potrafi obrócić się wokół własnej osi nawet do sześciu razy zanim ponownie zanurzy się w wodzie.

## Podgatunki
Wyróżnia się cztery podgatunki S. longirostris:
- S. longirostris centroamericana – delfinek środkowoamerykański
- S. longirostris longirostris – delfinek długoszczęki
- S. longirostris orientalis – delfinek wschodni
- S. longirostris roseiventris – delfinek różowobrzuchy

## Charakterystyka
Delfin ten ma około 60 ostro zakrzywionych zębów w długim dziobie, któremu zawdzięcza swoją nazwę. Jest ciemnoszary i ma stromą, trójkątną płetwę grzbietową. Jeden z podgatunków, ma po bokach 3 paski ułożone od najciemniejszego do najjaśniejszego równolegle, w stronę brzucha.
Żywi się mezopelagicznymi rybami i głowonogami.
Największy zmierzony okaz, samiec, miał 2,3 m długości.